# Fujiwara no Michikane
Fujiwara no Michikane (japonès: 藤原道兼)  (Japó, 961 - 8 de juny de 995) va ser un noble de la cort a mitjans del període Heian. El tercer fill de Fujiwara no Kaneie, que era el regent i canceller del clan Fujiwara del Nord. El seu rang oficial era Shonii (Segon Grau Sènior) i Kanpaku Udaijin (Ministre de la Dreta), i pòstumament Shoichii (Primer Grau Sènior) i Daijo Daijin (Gran Ministre d'Estat).

## Visió general
L'any 986, seguint els desitjos del seu pare, Fujiwara no Kaneie, que volia que el seu net, el príncep hereu Yasuhito, pugés al tron, va convèncer l'emperador Kazan, que era el seu assistent com a tresorer, perquè es convertís en monjo i abdiqués (l'incident de Kanna). Quan el príncep Kanehito va pujar al tron (com a emperador Ichijo), el seu avi matern Kaneie es va convertir en regent i Michikane també va assolir la prosperitat. Després de la mort de Kaneie, el seu germà gran Michitaka es va convertir en el regent, i encara que Michikane no va poder succeir-lo com a regent, va ascendir a l'alt càrrec de ministre de l'Interior i després ministre de la dreta. Després que Michitaka va morir de malaltia el 995, Michikane es va convertir en el regent. També és conegut com el Regent dels Set Dies perquè va morir de malaltia pocs dies després d'assumir el seu càrrec.

## Biografia
Se li va concedir la noblesa l'any 975 durant el regnat de l'emperador En'yu, i va ser nomenat camarlenc el 979. El gener de 984, va ser nomenat Kurodo de cinquè rang, i tot i que l'emperador Kazan va pujar al tron a l'agost, Michikane va continuar servint com a Kurodo, i a l'octubre també va assumir el càrrec de Sa-shoben.
Durant el període Kazan, el seu oncle (per matrimoni), el Gon Chunagon (conseller intermedi provisional), Fujiwara no Yoshikane, va ajudar l'emperador a dirigir el govern de la cort. D'altra banda, el príncep hereu era el príncep Yasuhito, fill de la germana de Michikane, Fujiwara no Senshi, i el pare de Michikane, el ministre de la Dreta, Fujiwara no Kaneie, volia que el seu net per matrimoni pugés al tron el més aviat possible. L'emperador Kazan era un home emocional, i quan va morir la seva consort preferida, Fujiwara no Ushi, es va entristir profundament i es va angoixar. Michikane, que va servir com a tresorer i assistent d'ell, juntament amb Genkyu del temple Gangyo-ji (Temple Kasan-ji) va predicar els ensenyaments del budisme i el va animar a convertir-se en monjo. Quan Michikane també va prometre convertir-se en monjo, l'emperador també es va interessar a fer-ho.
A la mitjanit del 23 de juny de 986, Michikane va treure en secret l'emperador Kazan del Palau Imperial. Michikane va convèncer l'emperador perquè s'aturi en el camí, i d'alguna manera va aconseguir portar-lo al temple Gangei-ji a Yamashina. L'emperador va rebre l'estricta disciplina i es va afaitar el cap. Tanmateix, Michikane va dir: 
| «            | Mostraré al meu pare com era abans de convertir-se en monjo i li diré que em faré monjo, i després definitivament tornaré aquí | » |
| — Michikane, | |   |

I l'emperador es va adonar que havia estat enganyat, però ja era massa tard, ja que Kaneie i el seu germà Michitaka estaven completant ràpidament els preparatius per a l'ascens del nou emperador al tron a la cort. L'endemà al matí, Yoshikane i el Gonsa Chuben (Gonsa Middle Office) Fujiwara no Korenari es van precipitar al temple Gangyo-ji, però es van consternar en veure que l'emperador s'havia convertit en monjo, i així també ells es van convertir en monjos (l'incident de Kanna).
Quan el jove príncep Kanehito va pujar al tron (com a emperador Ichijo), el seu avi matern Kaneie es va convertir en regent. Michikane, que havia fet contribucions tan meritòries, també va ser nomenat Kurodo no To el mateix dia, i va ser ascendit ràpidament, sent nomenat al rang de quart rang i conseller júnior al juliol, tercer rang i Gon Chunagon a l'octubre i tercer rang sènior al novembre. L'any següent, l' any 987, va ser ascendit al rang de Segon rang Júnior, superant el sènior Chunagon (Chunagon) MINAMOTO no Shigemitsu, Minamoto no Yasumitsu i Fujiwara no Kinsue, i el primer any de l'era Eijo (989), va ser ascendit al rang de Dainagon i Dainagon passant el sènior Chunagon (Chunagon) Fujiwara no Akimitsu.
Quan Fujiwara no Kaneie va emmalaltir i va morir l'any 990, el seu germà gran, Michitaka, va ser nomenat el seu successor com a regent. Quan Kaneie va consultar amb els seus col·laboradors propers sobre un successor, Fujiwara no Arikuni va recomanar Michikane pels seus èxits en l'ascens al tron de l'emperador Ichijo, però Taira no Korenaka i Tama no van recomanar Michitaka, de manera que Kaneie va adoptar l'opinió de Korenaka i altres ("Godansho"). Michikane, d'altra banda, havia esperat que succeís al seu pare de manera natural, ja que li havia fet un gran servei. No obstant això, es va molestar que Michitaka hagués estat escollit com a successor, i es diu que va reunir convidats i es va dedicar a l'entreteniment malgrat que estava de dol pel seu pare ("Okagami").
No obstant això, sota el regnat de Michitaka, Michikane va continuar promovent, esdevenint ministre de l'Interior el 991 i ministre de la dreta el 994.
El primer any de l'era Chotoku (995), el regent Michitaka va caure greument malalt i va voler que el seu fill gran, el ministre de l'Interior, Fujiwara no Ise, el succeís com a regent, però la seva petició va ser denegada i va morir el 10 d'abril. Després d'unes dues setmanes d'absència del càrrec de regent, Michikane va ser nomenat regent el 27 d'abril. Tanmateix, Michikane aviat es va emmalaltir i va morir el 8 de maig. Va morir als 35 anys. El seu mandat va durar només uns 10 dies, i va arribar a ser conegut com el "Regent dels set dies". Després de la seva mort, se li va concedir pòstumament el títol de Daijo-daijin (Gran Ministre d'Estat) amb el rang de Shoichii. Un punt de vista darrere del fet que Michikane va ser nomenat regent mentre estava malalta és que l'emperadriu vídua Senshi va estar involucrada, ja que volia establir un precedent que el regent hauria de ser nomenat per ordre de germans i fer de Michinaga regent després de Michikane.
A més dels germans Michitaka i Michikane, vuit consellers més van morir de malaltia entre abril i maig, entre ells el ministre d'Esquerra , Minamoto no Shigenobu, el Dainagon (Gran Canceller), Fujiwara no Tomomitsu, Fujiwara no Michiyori i Chunagon (Chuna, Otomin i Otomin) no] A partir del 993, es van produir epidèmies de verola a Dazaifu, i el 993 s'havia convertit en una epidèmia nacional. L'emperador Ichijo també estava malalt, i es creu que la causa de la mort dels nobles, excepte Michitaka, va ser la verola." The Tale of Eiga" no fa menció de la seva malaltia, però al·ludeix a una maledicció imposada per l'avi matern d'Ise, Takashina Shigetada. El regnat de Michikane com a canceller va ser de curta durada, però va celebrar una cerimònia de Jinjo. A més, quan Michikane estava greument malalt, el majordom Fujiwara no Arikuni li va aconsellar que escrivís una carta de successió nomenant un successor del regent, però Michikane es va negar, dient que el regent no era qui havia d'escriure una carta de successió ("Edansho").

## Persona
A l'Eiga Monogatari, l'aspecte de Michikane és durament criticat per ser "pàl·lid, pelut i lleig". Pel que fa a la seva personalitat, i'"Ōkagura" afirma que era "molt cruel i temut per la gent" i que era molest i rancorós, i que sempre estava atonyant el seu germà gran Michitaka sense tenir en compte l'antiguitat. A més, se sabia que tenia un mal comportament i havia comès molts "actes sense escrúpols". A l'Eiga Monogatari, Shinju també és retratat com un home astut i temible.
D'altra banda, l'Eiga Monogatari registra que Michinaga, que estava a prop de Michikane i no va assistir al funeral de Michitaka, es va entristir molt per la mort de Michikane i va assistir al funeral. A més, l'Eiga Monogatari és una excepció, ja que no conté cap menció de la participació de la família Kaneie, que podria haver iniciat el monjo de l'emperador Kazan.
Mentre que el seu pare Kaneie, que va morir als 61 anys, i el seu germà petit Michinaga, que va morir als 62, van deixar molts poemes waka, Michikane, que va morir als 34 anys, va morir a una edat jove i es creu que només queden tres dels seus poemes, inclosos dos inclosos en el Goshui Kokin Wakashu i el Zoku. D'altra banda, Michikane estava envoltat de molts poetes, com Fujiwara no Sanekata, Fujiwara no Kinto, Fujiwara no Sounyo i Minamoto no Kanezumi, que sovint visitaven la residència de Michikane i componien poemes. Michikane sovint reunia poetes a la seva elegant Villa Awata i els demanava que componguessin poemes sobre un tema determinat.

## Carrera oficial
Segons "Kugyo Hounin".
- Tenen 3 (975) 7 de gener: Cinquè rang (Presentat per l'emperador Reizei)
- 2 de desembre de 979 : Chamberlain
- Tengen 3 (980) Data desconeguda: Pujant al palau
- 27 de gener de 983 (Tengen 6): Danjo Shosuke
- 10 de gener de 984 (2n any d' Eikan): Kurodo de cinquè rang. 25 d'agost: nomenat cinquè rang juvenil (per l'emperador Reizei). 27 d'agost: Cinquè rang Kurodo (l'emperador Kazan puja al tron). 10 d'octubre: nomenat príncep hereu com a cinquè rang júnior. 30 d'octubre: Esquerra Junior Bar
- 23 de juny de 986 (Kanwa 2): Kurodo no Kami (data de l'abdicació). 5 de juliol: Quart Júnior (constitució del grau d'Emperadriu). 16 de juliol: Nomenat Tinent General de la Guàrdia Dreta. 20 de juliol: nomenat conseller i capità mitjà de la Guàrdia Dreta, Nyogen. 13 d'agost: Kanemisaku Gonokami. 15 d'octubre: Tercer rang júnior, Gon Chunagon. 22 de novembre: Tercer Grau
- 11 de novembre de 987 (3r any de l'era Kanwa): Segon rang junior (atorgat per la visita imperial a Iwashimizu l'agost de l'any passat)
- 23 de febrer de 989, primer any de l'era Eijo : Gon Dainagon. 4 de març: També serveix com a ministre del palau de l'emperadriu vídua (emperadriu vídua Fujiwara no Senshi). 5 d'abril: Segona classificació (atorgada a l'esdeveniment de visita imperial de Kasuga)
- 1 de juny de 990 (2n any del regnat de Yeongjo): També es va convertir en el comandant en cap de la Guàrdia dreta. 2 de juliol: obertura de roba (pare)
- 7 de setembre de 991 (Shoreki 2): ministre de l'Interior. 9 de setembre: General Nyogen de la guàrdia dreta
- 28 d'agost de 994 (Shoreki 5): Ministre de la Dreta. 7 de setembre: General de la Guàrdia Dreta, Nyogen
- 27 d'abril de 995 (primer any de l' era Chotoku): Regent. 28 d'abril: Cap del clan Fujiwara. 2 de maig: Festa de la Mona. 8 de maig: va morir. 25 de maig: Atorgat el títol de Daijo-daijin Shoichii

## Genealogia
- Pare: Fujiwara Kaneie
- Mare: Fujiwara no Tokihime (filla de Fujiwara no Nakamasa)
- Esposa: Filla de Fujiwara Enryu - després esposa de Fujiwara Kenko
  - Fill gran: Fukuashi-kun (?-989)[14]
  - Segon fill: Fujiwara no Kanetaka (985-1053) (es diu que la mare és filla de Fujiwara no Kunimitsu)
  - Tercer fill: Fujiwara no Kanetsuna (988-1058) (es diu que la mare és filla de Fujiwara no Kunimitsu)
  - Quart fill: Fujiwara Kanenobu
  - Segona filla: Lady Nijō {nota nº. 3} - Lady Fujiwara Takeshi
- Esposa: Fujiwara Shigeko - filla de Fujiwara no Morosuke, després esposa de Taira no Korenaka
  - Filla gran: Fujiwara no Takashi (984-1022) - Emperadriu de l'emperador Ichijo, després esposa de Fujiwara no Michito
- Nens amb mares biològiques desconegudes
- Dona: dama de companyia (?-1012)[15]

Ningú es va convertir en noble de la cort després del fill de Michikane, Kanetaka, i l'"Okagami" registra que no tenia descendents dels quals parlar com a nobles de la cort. Segons el Sonpi Bunmyaku i l'Utsunomiya Keizu, el clan Utsunomiya  un clan poderós a la província de Shimotsuke, afirmava ser descendent de Fujiwara no Soen, el net de Kanetaka. Alguns estudis identifiquen a Soen amb el monjo del temple de Miidera esmentat al Chuu-u-ki, però també hi ha opinions que era fill de Fujiwara no Toshiie, el net de Michinaga.

## Títols relacionats
Drama televisiu
- "To You, the Shining One" (2024, NHK Taiga Drama, protagonitzada per Reo Tamaki)